# Littérature celtique galloise
 (juin 2025).

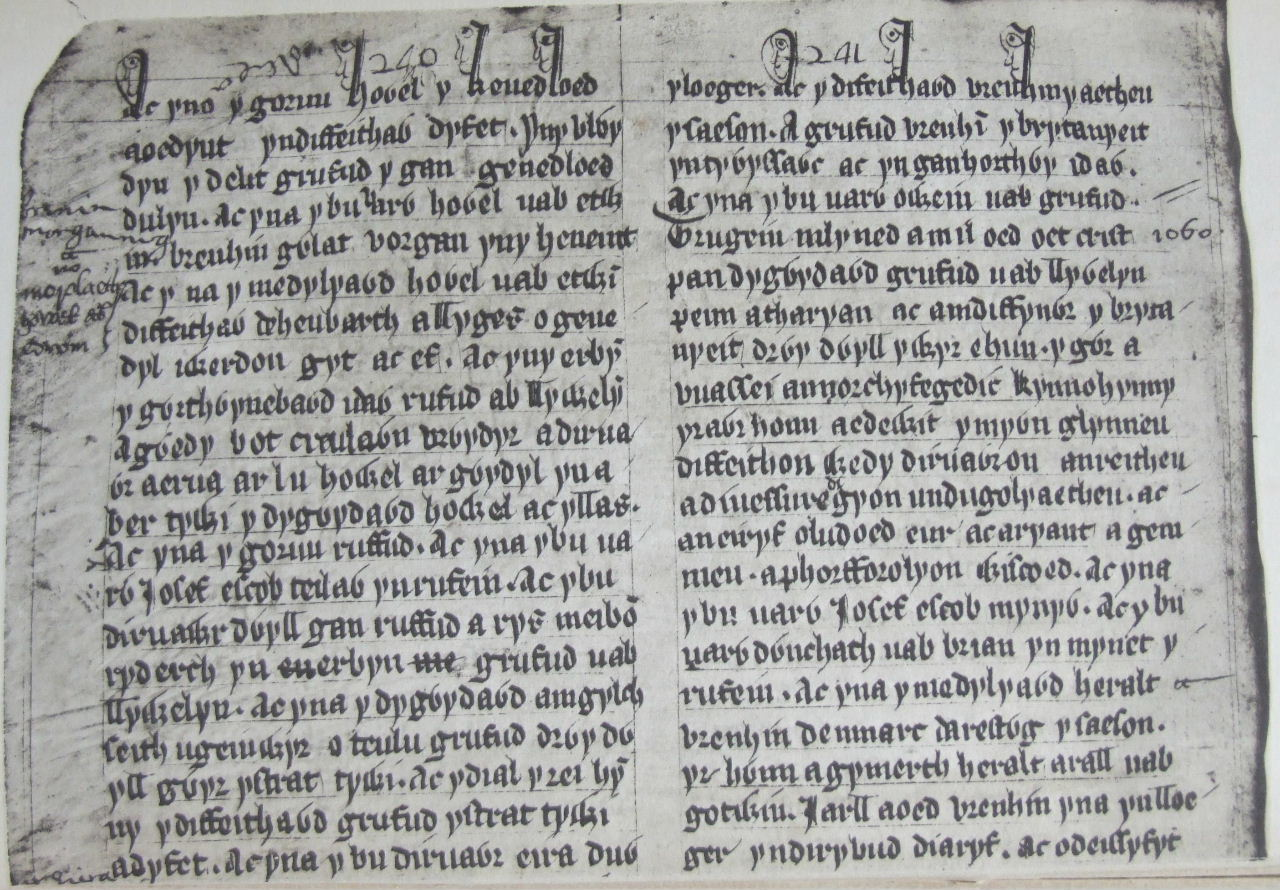
Llyfr Coch Hergest, l'un des plus importants manuscrits médiévaux gallois, vers 1382–1410.

Nota : cet article ne concerne qu’une partie de la littérature du Pays de Galles, celle qui, du Moyen Âge à la renaissance néo-druidique, est en rapport avec le légendaire et la mythologie celtique.
Les druides de la civilisation celtique de l’Antiquité ont systématiquement privilégié l’oralité à l’écrit. L’argument généralement avancé, est que la parole est vivante, que l’écrit est mort. Peut-être était-ce aussi un moyen de limiter la diffusion de la connaissance à la seule classe sacerdotale, composée des druides, des bardes et des vates. L’écriture oghamique n’a été utilisée qu’à des fins incantatoires ou funéraires. Il faut attendre la disparition du druidisme et la christianisation des peuples celtes, pour que la littérature orale soit retranscrite.

## Première époque:VIe–XIIesiècle
Les bardes antiques ont survécu à la disparition du druidisme, mais leur rôle et leur fonction se sont transformés ; la pratique magique de la poésie est devenue un art littéraire. Les premières compositions datent du VIe siècle apr. J.-C. c'est l’époque des Cynfeirdd, mot qui signifie « premiers bardes ». Ces œuvres poétiques relèvent de l’épopée et s’inscrivent dans le contexte brittonique. Le texte le plus connu de cette époque s’intitule Y Gododdin, du nom d'un peuple dont le territoire s’étendait jusqu’au sud de l’Écosse. L’auteur en est Aneirin (VIe siècle), le barde du roi Mynyddawg Mawr, dont il rapporte les exploits guerriers. Ce peuple n’est autre que celui que Claude Ptolémée nomme les Votadini au IIe siècle, et qui vont être submergés par les Anglo-Saxons au VIIe siècle.
Taliesin est un contemporain d’Aneirin, à qui l’on attribue nombre de poèmes, dont le célèbre Kat Goddeu (Le combat des arbrisseaux). Originaire du Powys, il est le barde de Urien, le roi de Rheged, dont il fait l’éloge et nous montre le prototype du souverain juste, généreux et guerrier, thème éminemment celtique. Mais le poète est lui-même devenu une légende, de sorte qu’il est malaisé de retrouver son historicité. Hanes Taliesin (L’histoire de Taliesin) est un récit du IXe siècle ou du Xe siècle, qui narre la naissance mythique du barde et ses différentes métamorphoses animales.
Llywarch Hen (le Vieux) a lui aussi réellement existé au VIe siècle, mais sa légende est postérieure puisqu'elle date du IXe siècle. Elle raconte la désolation d’un vieillard qui a perdu tous ses fils.
Myrddin a, quant à lui, inspiré le personnage essentiel de Merlin dans la légende arthurienne. Ses poèmes ont une notation plus politique, puisqu'un de ses thèmes de prédilection est la revanche et la victoire des Celtes sur les envahisseurs saxons, comme dans le Armes Prydein (« Prophétie de Bretagne »).
Les Gogynfeirdd (successeurs) sont des poètes de cour, dont les thèmes sont essentiellement la gloire du roi et la vénération religieuse.

## Deuxième époque:XIIIe–XVIIIesiècle
Cette période est celle des « bardes des seigneurs » (beirdd yr uchelwyr) qui voit la prédominance du genre de l’amour courtois. Pour le domaine celtique, l’œuvre majeure est sans aucun doute les Mabinogion, parfois appelés les Quatre Branches du Mabinogi. Ce sont quatre textes écrits en moyen-gallois (langue en vigueur du XIIe au XVIe siècle), élaborés à partir de deux manuscrits, le Livre Blanc de Rhydderch dont la rédaction s’étale de 1380 à 1410, et le Livre Rouge de Hergest qui est daté approximativement de 1350. Les thèmes développés se retrouvent dans la tradition irlandaise, ce qui atteste de leur antiquité. On peut citer, à titre d’exemple, les rapports du druide (ou magicien) et du roi, les obligations de la Souveraineté, l’Annwvyn l’Autre Monde (le Sidh des Tuatha Dé Danann, en Irlande), la guerre, la pratique des fonctions artisanales. C’est l’illustration de l’idéologie trifonctionnelle des Indo-européens, telle qu’elle a été exposée par Georges Dumézil. Tout comme pour les textes mythologiques irlandais, un vernis chrétien se superpose parfois aux récits.
Le mot Mabinogion est le pluriel de Mabinogi. Diverses explications sur le sens du mot ont été avancées, mais il vient vraisemblablement du dieu Mabon (Maponos en Gaule) qui figure dans le conte Kulhwch et Olwen, et qui fait partie de la même collection. Les quatre récits s’intitulent : Pwyll, prince de Dyved, Le Mabinogi de Branwen, Manawydan fils de Llyr et Math fils de Mathonwy. Traditionnellement, s’y s'ajoutent d'autres contes relevant de la légende arthurienne : Lludd et Llevelys, Culhwch ac Olwen (Kulhwch et Olwen), Le songe de Ronabwy, Peredur ab Evrawc, Gereint ac Enid (Gereint et Enid) et Owein (le conte de la dame à la fontaine).

## Le Néo-druidisme
Au XVIIIe siècle, l’Eisteddfod (pluriel : eisteddfodau – assemblée des bardes gallois) est réinstaurée sous l’impulsion de Goronwy Owen ; la précédente réunion datait de 1450, elle va devenir annuelle au XIXe siècle. Dans le contexte de la celtomanie, le néo-druidisme, d’inspiration maçonnique, prétend faire revivre les rites de l’Antiquité. Le 21 juin 1792, Iolo Morgannwg (de son vrai nom Edward Williams) réunit à Primrose Hill (Londres), le Gorsedd Beirdd Ynys Prydain (Collège des Bardes de l'Ile de Bretagne). Ce mouvement induit la redécouverte et l’édition du patrimoine poétique, mais aussi la contrefaçon et fabrication de faux textes anciens. IoLo Morganwg sera le principal instigateur de cette entreprise, avec Owen Pughe.
Après ces outrances, l’étude de la poésie galloise va devenir plus rigoureuse ; en 1877, une chaire de celtique est créée à l’université d'Oxford, dont John Rhys est le premier titulaire. En 1893, l’université du Pays de Galles est créée et, en 1907, la Bibliothèque nationale.

#### Sources
- Hervé Abalain, Le Pays de Galles, identité, modernité, Éditions Armeline, Crozon, 2000,  (ISBN 2-910878-07-4)
- Christian Y. M. Kerboul, Les Royaumes brittoniques au très Haut Moyen Âge, Éditions du Pontig/Coop Breizh, Sautron/Spézet, 1997,  (ISBN 2-9510310-3-3) &  (ISBN 2-84346-030-1)
- Myles Dillon, Nora K. Chadwick, Christian-J. Guyonvarc'h et Françoise Le Roux, Les Royaumes celtiques, Éditions Armeline, Crozon, 2001,  (ISBN 2-910878-13-9)

#### Textes
- Les quatre anciens Livres du pays de Galles (William Forbes Skene, Four Ancient Books of Wales, 1868), poèmes des "premiers bardes" [Cynfeirdd]).
  - Le Livre noir de Carmarthen (Llyfr Du Caerfyrddin, v. 1250). Trad. Joseph Loth, Introduction au Livre noir de Carmarthen et aux vieux poèmes gallois (1900), Hachette Livre BNF, 2012, 404 p. (t. 10 du Cours de littérature celtique par Henri d'Arbois de Jubainville)
  - Le Livre d'Aneurin (Llyffr Aneirin, v. 1250), trad. an. The Book of Aneirin. 
  - Le Livre de Taliesin (Llyffyr Taliesin, v. 1275). Trad. an. : The Book of Taliesin, in Meic Stephens (édi.), The new companion to the literature of Wales, Cardiff, University of Wales Press, 1998.  (ISBN 0-7083-1383-3).
  - Le Livre Rouge d'Hergest (Llyffr coch Hergest, vers 1400). Contient les Mabinogi. Les Mabinogions du 'Livre rouge de Hergest' avec les variantes du 'Livre blanc de Rhydderch' traduits du gallois par Joseph Loth (éditions Fontemoing, 1913, 2 t., 436 et 478 p.) disponible gratuitement à la Bibliothèque numérique Gallica ou wikisource
  - "Les grands bardes gallois. Poèmes extraits de quatre anciens livres du Pays de Galles : 'Livre noir de Carmathen', 'Livre d'Aeneurin', 'Livre de Teliesin', et 'Livre rouge de Hergest' , trad. Jean Markale, 1956, rééd. 1981, 138 p.
- Les Quatre Branches du 'Mabinogi' et autres contes gallois du Moyen Âge, trad. Pierre-Yves Lambert, Gallimard, coll. "L'Aube des peuples", 1993, 419 p. Ou trad. Joseph Loth, Les Mabinogion (1889), 2 t. T. 1 .
- les trois romans arthuriens (Owein et Lunet, Peredur, Gereint et Enid)
  - Owein et Lunet, ou La Dame de la Fontaine (Owain, neu Iarlles y Ffynnon), trad. Joseph Loth 
  - Peredur fils d'Evrawc (Peredur fab Efrog), trad. Joseph Loth .
  - Gereint et Enid (Gereint et Enid), trad. Joseph Loth 
  - trad. Joseph Loth, Les Mabinogion du Livre rouge de Hergest, avec les variantes du Libre blanc de Rhydderch, trad. du gallois (1889, 1913), rééd. Genève, Slatkine, 1975, 436-478 p.

#### Études
- Joseph Loth, apud Henri d'Arbois de Jubainville, Cours de littérature celtique (12 volumes)
  - tome 3, Les Mabinogion, contes gallois, trad. J. Loth, t. 1, 1889
  - tome 4, Les Mabinogion, contes gallois, trad. J. Loth, t. 2 (1889)
  - tome 9, , La métrique galloise depuis les plus anciens textes jusqu'à nos jours (par J. Loth), 1900
  - tome 10, , La métrique galloise du IXe à la fin du XIVe siècle. Première partie : Laisses et strophes ; Cynghanedd vocalique (par J. Loth), 1901
  - tome 11, , La métrique galloise du IXe à la fin du XIVe siècle. Deuxième partie : Cynghanedd consonantique ; rytme ; métrique bretonne-armoricaine, cornique, irlandaise : origines et traits caractéristiques de la métrique celtique, par J. Loth, 1902.
- Jean Marx, Les littératures celtiques, PUF, coll. "Que sais-je ?", 1959, p. 79-118.
- Pierre-Yves Lambert, Les littératures celtiques, PUF, coll. "Que sais-je ?", 1981, p. 83-112.